# 산후아니코 해협
산후아니코 해협(San Juanico Strait, 타갈로그어: Kipot ng San Juanico)은 필리핀 중부 비사야 제도의 두 개의 큰 섬 사마르섬과 레이테섬 사이에 있는 필리핀에서 가장 좁은 해협 중 하나이다.

## 개요
좁은 데다가 길고 구불구불한 해협이므로 대형 선박의 운항에 적합하지 않다. 가장 좁은 장소는 폭이 2 km 정도이다. 이 해협을 길이 2.2 km의 필리핀에서 두번째로 긴 다리인 산후아니코 대교가 사마르주와 레이테주를 연결하고 있다.

## 갤러리

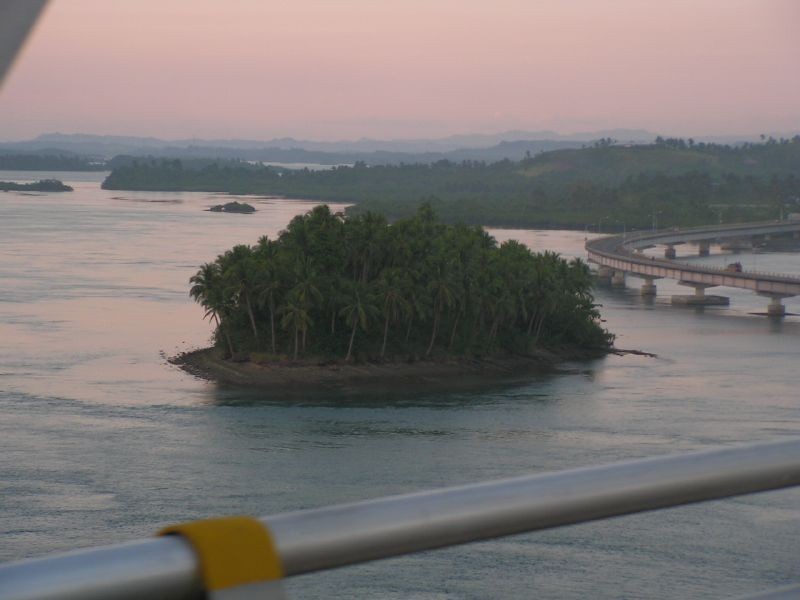
산후아니코 대교에서 바라본 산후아니코 해협
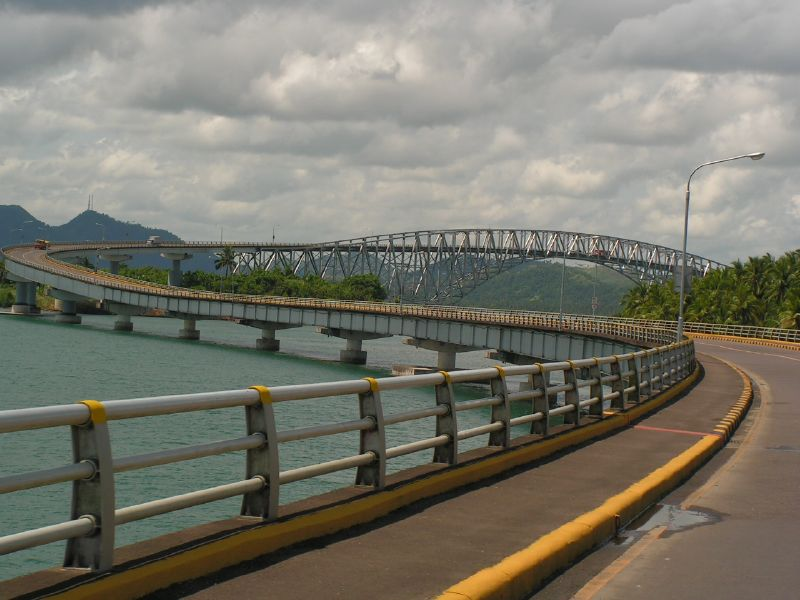
산후아니코 해협을 가로 질러 건설된 산후아니코 대교

## 같이 보기
- 사마르해
- 레이테만
- 산후아니코 대교